# 224 Oceana
224 Oceana este un asteroid din centura principală, descoperit pe 30 martie 1882, de Johann Palisa.